# Ministères baptistes australiens
Les Ministères Baptistes Australiens (anglais : Australian Baptist Ministries) sont une association chrétienne évangélique d'églises baptistes en Australie, affiliée à l’Alliance baptiste mondiale. Son siège est situé à Belmont. Son dirigeant est Bill Brown.

## Histoire

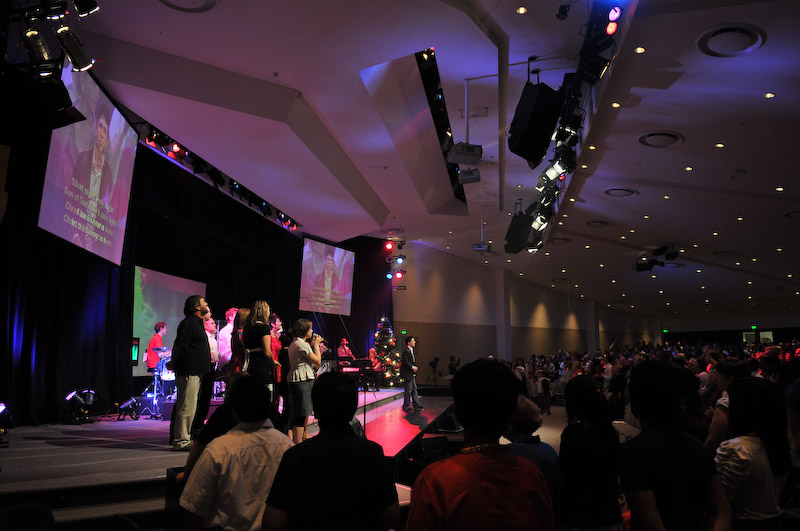
Service à l’Église baptiste Crossway de Melbourne, 2008.

L’union a ses origines dans une mission britannique de la Société missionnaire baptiste en 1833 . Elle est fondée en 1926 sous le nom de Baptist Union of Australia,. En 1978, Marita Munro est devenue la première  femme ordonnée pasteure dans la Convention . En 2009, elle est renommée Australian Baptist Ministries . Selon un recensement de l’association, en 2023 elle disait avoir 1,029 églises et 78,416 membres.

## Écoles
Elle compte 3 instituts de théologie .